# De Hinde

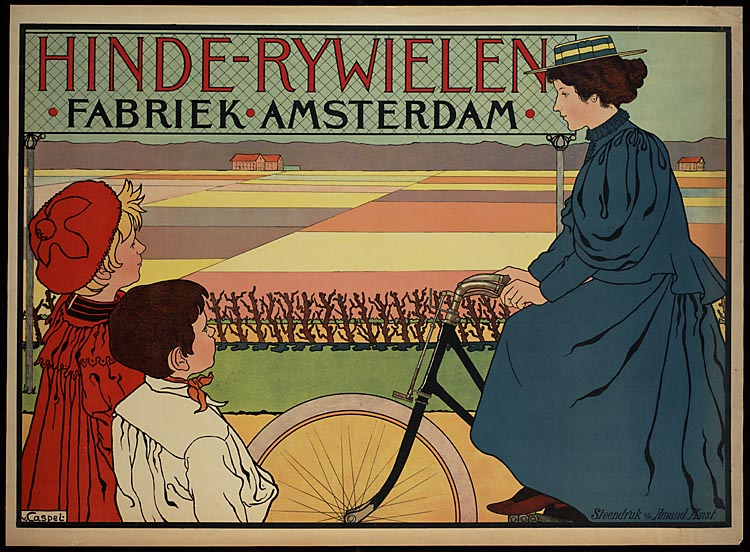
Affiche van Hinde Rijwielen eind 19e eeuw. Ontwerp J. G. van Caspel.

De Hinde (in sommige media wordt de naam Van Gink gebruikt), Amsterdam (1899-1938), is een historisch Nederlands merk van auto's, fietsen en motorfietsen.
Het is een merk dat aanvankelijk De Dion-motoren van 2 pk gebruikte. Nadat de productie lange tijd stil gelegen had, ging men in het tweede deel van de jaren dertig tweetakten van 98 en 118 cc produceren.
Hinde is opgericht door G.L. van Gink in 1888. Op de RI (tot 1900 de naam van de RAI) van 1899 presenteerde De Hinde haar eerste en waarschijnlijk enige auto. De auto werd aangedreven door twee 4,5pk-motoren met een wrijfkoppeling. De auto zou verkocht zijn voor 2500 gulden.
Akkermans · 
Altena · 
Anderheggen · 
Antilope · 
Arnhemsche Machinefabriek  · 
Ataf-Porata · 
Autolette · 
Bambino · 
Belcar · 
Bermuda Buggy · 
BGF · 
Boro · 
Bij 't Vuur · 
Carver · 
Citeria · 
CoTuRa · 
DAF · 
Entrop · 
EWB · 
Eysink · 
Gatso · 
Gazelle ·
Gelria ·
Groninger Motorrijtuigen Fabriek · 
Gruno · 
H.A.M. · Havas · 
Hinde ·
Konings · 
Max · 
Neerlandia · 
Netam ·
Omnia · 
Rizovari · 
Ruiter ·
Ruska · 
Simplex ·
Spyker ·
Story ·
V.L.A.M.